# Middletown (Míchigan)
Middletown es un lugar designado por el censo ubicado en el condado de Shiawassee en el estado estadounidense de Míchigan. En el Censo de 2010 tenía una población de 897 habitantes y una densidad poblacional de 723,03 personas por km².

## Geografía
Middletown se encuentra ubicado en las coordenadas 42°59′12″N 84°8′35″O / 42.98667, -84.14306. Según la Oficina del Censo de los Estados Unidos, Middletown tiene una superficie total de 1.24 km², de la cual 1.21 km² corresponden a tierra firme y (2.3%) 0.03 km² es agua.

## Demografía
Según el censo de 2010, había 897 personas residiendo en Middletown. La densidad de población era de 723,03 hab./km². De los 897 habitantes, Middletown estaba compuesto por el 97.55% blancos, el 0.78% eran afroamericanos, el 0% eran amerindios, el 0.11% eran asiáticos, el 0% eran isleños del Pacífico, el 0.78% eran de otras razas y el 0.78% pertenecían a dos o más razas. Del total de la población el 2.45% eran hispanos o latinos de cualquier raza.